# Chrysococcyx megarhynchus
Il cuculo beccolungo (Chrysococcyx megarhynchus Gray, 1858) è un uccello della famiglia Cuculidae.

## Distribuzione e habitat
Questo uccello vive nelle foreste tropicali e subtropicali di Indonesia e Papua Nuova Guinea.

## Tassonomia
Chrysococcyx megarhynchus non ha sottospecie, è monotipico. Talvolta viene segregato nel genere Rhamphomantis.